# Adam Friberg
Adam "friberg" Friberg je švédský profesionální hráč hry CS:GO. Svoji kariéru začal v roce 2012 v týmu ROCKSTAR. O několik měsíců později ale odešel do obnoveného týmu Ninjas in Pyjamas. 21. ledna 2020 oznámila organizace Dignitas, že se vrací na Counter-Strike: Global Offensive scénu s legendárními hráči, kteří se proslavili v týmu Ninjas in Pyjamas. Z původních NiP však zůstal jen Patrik Lindberg a právě Adam Friberg.